# La Possession (film)
Pour les articles homonymes, voir La Possession (homonymie).
La Possession est un film muet français réalisé par Léonce Perret en 1929.

## Synopsis
Le vieux duc de Chavres lorgne sur la jeune passionnée Jessie Cordier et aimerait en faire sa maîtresse. Mais elle n'est pas consentante, mais plutôt intéressée par le compositeur Max Brignon. Les deux se marient. Lorsqu'un jour le fils du duc, l'élégant marquis Serge de Chavres, fait son apparition et se moque de Jessie, la jeune épouse soupçonne Max de l'avoir trompé, son mari. Cependant, Jessie peut assurer d'un cœur pur que rien ne s'est passé à cet égard. Lorsque le vieux duc presse à nouveau Jessie, Max devient peu à peu fou : il se met à boire et finit par se suicider. La veuve tragique est laissée seule et le cœur brisé.

## Fiche technique
- Réalisateur : Léonce Perret, assisté de Jean Cassagne
- Scénario : Henry Bataille d'après sa pièce éponyme (1921)
- Décors : Lucien Jaquelux
- Photographie : Jacques Montéran
- Société de production : Franco Films
- Format : Muet - Noir et blanc  - 1,33:1 - 35 mm
- Date de sortie : 
  - France : 24 mai 1929

## Distribution
- Francesca Bertini : Jessie Cordier
- Pierre de Guingand : le marquis Serge de Châvres
- Gilbert Roland : Max Brignon
- Jane Aubert
- Marguerite de Morlaye
- Armand Dutertre
- Gaston Jacquet
- André Nox
- Adrien Caillard
- Mademoiselle De Chantereau
- Alexandre Mathillon